# Ляховицький замок
Ляховицький замок — бастіонний замок, який існував наприкінці 16 — першій половині 18 століття.

## Історія

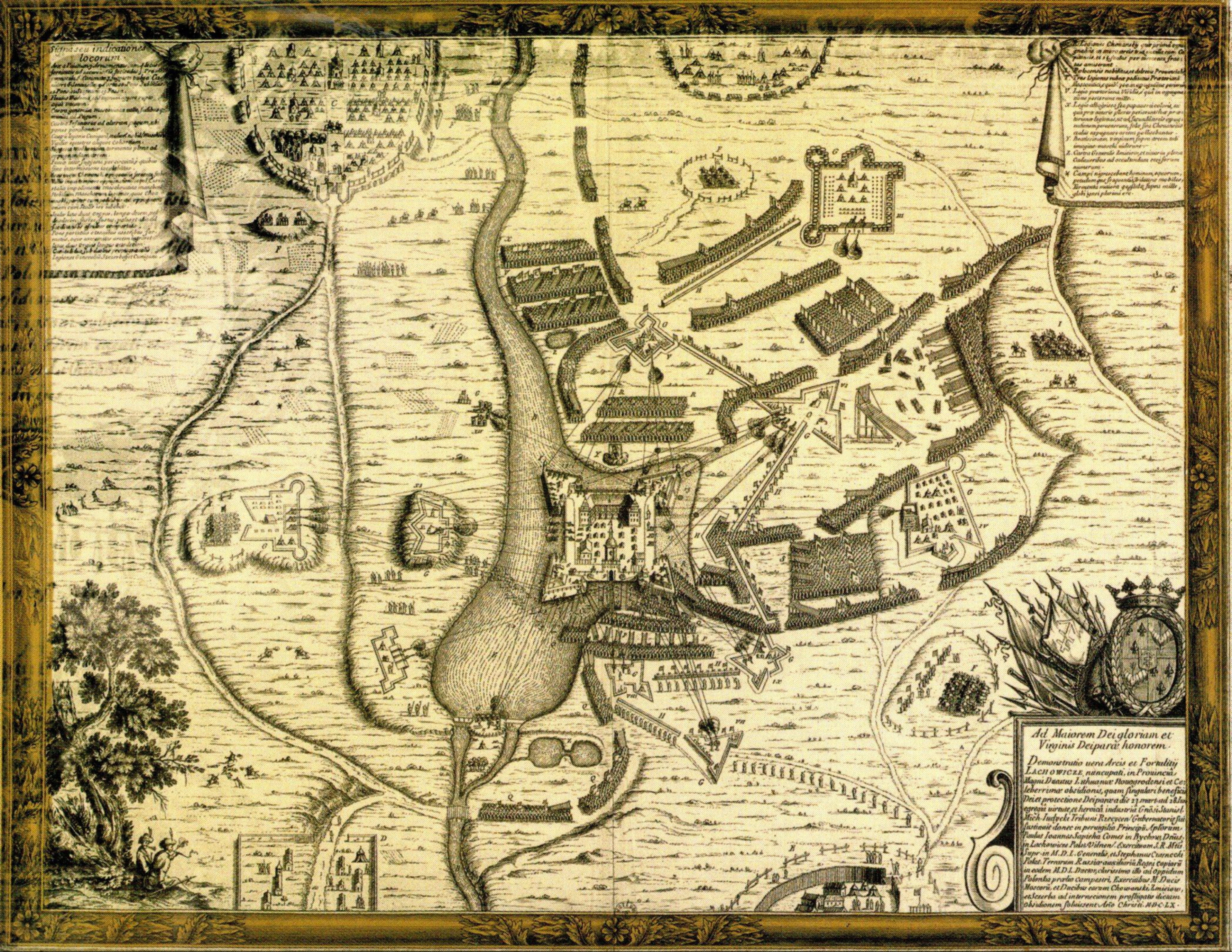
Облога Ляхавицького замку 1660 р. Гравюра XVII ст.

Замок у Ляховичах побудований наприкінці 16 ст. графом Яном Каролем Ходкевичем. Узимку 1595—1596 рр. замок витримав кілька штурмів козаків на чолі з Северином Наливайком та Матвієм Шаулою.
У 1648—1654 роках замок тричі витримував облогу повсталих селян та українських козаків. У 1655 р. під час війни між Росією та Річчю Посполитою в 1654—1667 рр. війська Олексія Микитовича Трубецького підійшли до міста, спалили пости та слободи, але не змогли взяти замок. Історія облоги замку 1660 р., коли замок витримав два штурми московських військ під керівництвом Івана Андрійовича Хованського. Після поразки військ Хованського в битві під Полонькою облога була знята.
У 1706 р. під час Північної війни російські війська кілька місяців захищали замок від шведів під командуванням полковника Траутфеттера. Наприкінці майже піврічної облоги козацький гарнізон був змушений здати замок, після чого шведи зруйнували його стіни.
У 1709 році замок був двічі обложений військами польського короля Станіслава Лещинського. Загін Григорія Огінського разом із загоном у 2000 військових Петра I підійшов до міста, але після нетривалого бою з військами Олександра Павла Сапіги був змушений відступити.
Після другого поділу Речі Посполитої замок у напівзруйнованому стані потрапив до Російської імперії і поступово був зруйнований.

### Сучасний стан
До наших днів Ляхівський замок не зберігся. Археологічні розкопки на його місці провів Михайло Михайлович Чернявський у 1986 році.

## Архітектура
Замок був побудований на березі річки Відьма на пагорбі, оточеному ровом, рівень води якого регулювався дамбою. Показаний на гравюрі 1660 року, замок мав форму правильного чотирикутника, розміром 175 х 220 метрів, із чотирма великими бастіонами багатокутної конфігурації та брустверами. На вершині кожного бастіону стояли високі кавальєри з захисними брустверами, які утворювали другий рівень для стрільби. Кожен бастіон мав каземат для зберігання боєприпасів та амуніції і був з'єднаний підземними ходами з іншими бастіонами. Земляні укріплення облицьовували каменем та цеглою.
Підйомний міст через рів вів до чотириярусної в'їзної брами з годинниковою вежею, завершеною куполом. На другому ярусі був механізм, що піднімав останній проліт мосту, і бійниці для стрільців. Третім ярусом воріт було поле бою, захищене зубчастим бруствером, з якого прострілювали простір перед брамою. Вгорі була невеличка башточка з годинником, оглядовим пунктом та «бойовим дзвоном», щоб подати сигнал тривоги.
У глибині дворика стояв двоповерховий П-подібний цегляний палац ренесансного стилю, покритий двосхилим черепичним дахом із високими триярусними щипцями на торцях.
Місто Ляховичі та замок були оточені дерев'яним палісадом.
На стінах замку стояла 31 найсучасніша на той час гармата, більша частина яких була відлита на початку XVII століття. В арсеналі були два невеликі шмигівниці, 51 гаківниця, мушкети, велика кількість боєприпасів та амуніції.